# Лесковец (Ново Место)
Лесковец (словен. Leskovec) је насељено место у градској општини Ново Место, регија Југоисточна Словенија, Словенија.

## Историја
До територијалне реорганизације у Словенији био је у саставу старе општине Ново Место.

## Становништво
У попису становништва из 2011. године, Лесковец је имао 47 становника.
| Број становника према пописима | Број становника према пописима | Број становника према пописима |
| ------------------------------ | ------------------------------ | ------------------------------ |
| 1991                           | 2002                           | 2011                           |
| 52                             | 48                             | 47                             |

Напомена: Године 2004. извршена је мања размена територије између насеља Лесковец и Велике Бруснице.